# Oszust z asem karo

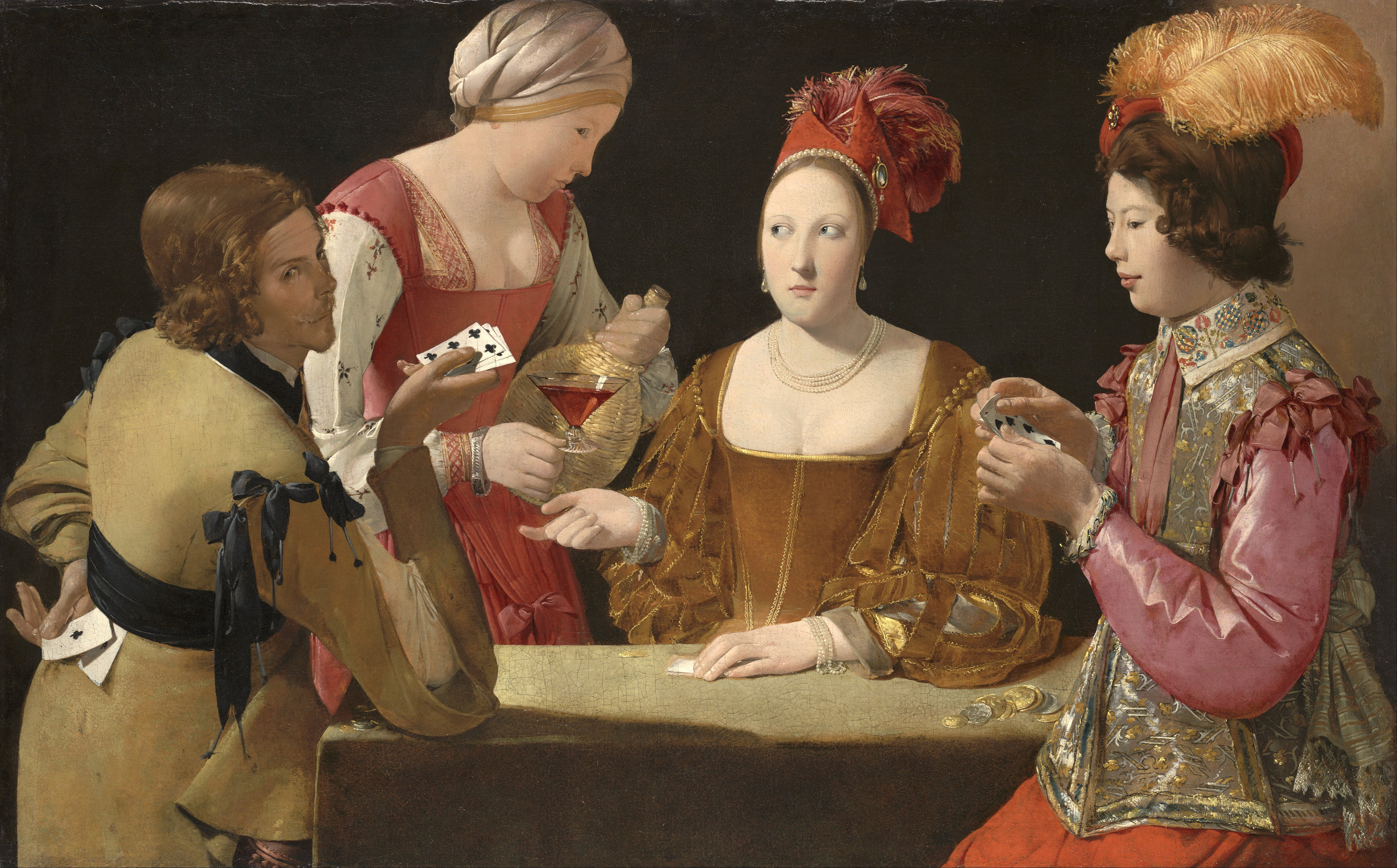
Georges de La Tour – Oszust z asem trefl, Kimbell Art Museum, Fort Worth

Oszust z asem karo (fr. Le Tricheur à l’as de carreau) – obraz Georges’a de La Toura, francuskiego malarza doby wczesnego baroku. Dzieło zostało namalowane prawdopodobnie pomiędzy 1635 a 1640 rokiem. Znajduje się w zbiorach paryskiego Luwru. Obraz stanowi przykład malarstwa rodzajowego o charakterze moralizującym. 
W zbiorach Kimbell Art Museum w amerykańskim Fort Worth (w stanie Teksas) znajduje się Oszust z asem trefl, który jest niemal identycznym dziełem. Różnice pomiędzy obrazem z Paryża i Fort Worth ograniczają się do szczegółów w kolorycie i pozach postaci. 

## Opis
Na neutralnym ciemnym tle ukazano przy stole cztery postaci w wykwintnych strojach: dwie kobiety i dwóch mężczyzn. Troje z nich gra w karty, w grę hazardową, co poświadczają rozrzucone w dwóch miejscach złote monety. Uwagę zwraca gra spojrzeń podkreślająca istotę treści. Siedzący po prawej stronie młodzieniec stanie się wkrótce ofiarą oszustwa, którego dopuści się dwoje wspólników. Pierwszym z nich jest kurtyzana, która przybiera niemal nieruchomą pozę. Ma kamienną twarz i ostentacyjnie kieruje wzrok w stronę służącej, która serwuje kieliszek wina. Kurtyzana w sposób dyskretny sugeruje siedzącemu naprzeciwko jej rozgrywającemu, aby nie tylko ograł młodzieńca z pieniędzy, lecz także podał jej kartę, która rozstrzygnie całą grę na jej korzyść. Tytułowy oszust wyciąga spod pasa jedną z dwóch kart – asa karo. 

## Analiza
Za pomocą środków plastycznych malarz trafnie podkreślił charakterystykę graczy. Na twarzy pyzatego młodzieńca z prawej (oszukiwanego) nie tylko widać jego zadufanie, lecz także naiwność; młodzieniec nie wie, że przeciwko niemu wszystko zostało już postanowione. Natomiast w przypadku tytułowego oszusta, twórca sugestywnie oddał jego charakter za pomocą silnego ruchu i modelunku światłocieniowego.
Kompozycja obrazu jest statyczna; została ona podporządkowana w sposób charakterystyczny dla stylu artysty formom surowym i geometrycznym. W obrazie zaznaczono liczne świetlne kontrasty, nie tylko pomiędzy sceną i tłem, lecz także w modelunku postaci. Ponadto dzieło wyróżnia naturalizm i bogata kostiumologia, co jest rzadkością w oeuvre artysty. Hafty, brokaty, koronki, atłasy, strusie pióra i inne dekoracje wytwornych kostiumów wyrażają umiejętność twórcy w opracowywaniu różnorodnych materii. Charakterystyczny dla Georges’a de La Toura jest także koloryt, oscylujący wokół ciemnych tonacji brązów oraz ostrych i nasyconych cynobrów, ugrów, sieny oraz bladych beżów. 

## Tematyka, wymowa
Nie jest wiadome, jaka gra karciana jest treścią obu dzieł La Toura. Poker w obecnym znaczeniu wówczas nie był jeszcze znany. We Francji za czasów Ludwika XV powszechna była gra siedemdziesiąt cztery, będąca prekursorem blackjacka. Obraz poświadcza, iż metryka karcianych gier hazardowych sięga czasów wcześniejszych. 
Obie wersje Oszusta wystawiają malarzowi dobre świadectwo znajomości tenebryzmu – powszechnej w XVII wieku odmiany chiaroscuro, którego tradycja nawiązuje do twórczości Caravaggia. Twórca ten podejmował w malarstwie również temat oszustwa (Grający w karty z 1597). 
Ponadto Oszusta charakteryzuje specyficzna rodzajowość z uwzględnieniem negacji moralnych niepoprawności. Wątek ten znany jest także w innym dziele La Toura, zatytułowanym Wróżka. Obraz wskazuje bowiem na niebezpieczeństwo, jakie niosą za sobą: gra, obecność kobiet i wino. Przypuszcza się, że Oszust może być ilustracją do przypowieści o synu marnotrawnym; przegrywający młodzieniec miałby ewokować syna marnotrawnego, przegrywającego i zaprzedającego swoją duszę.

## Galeria

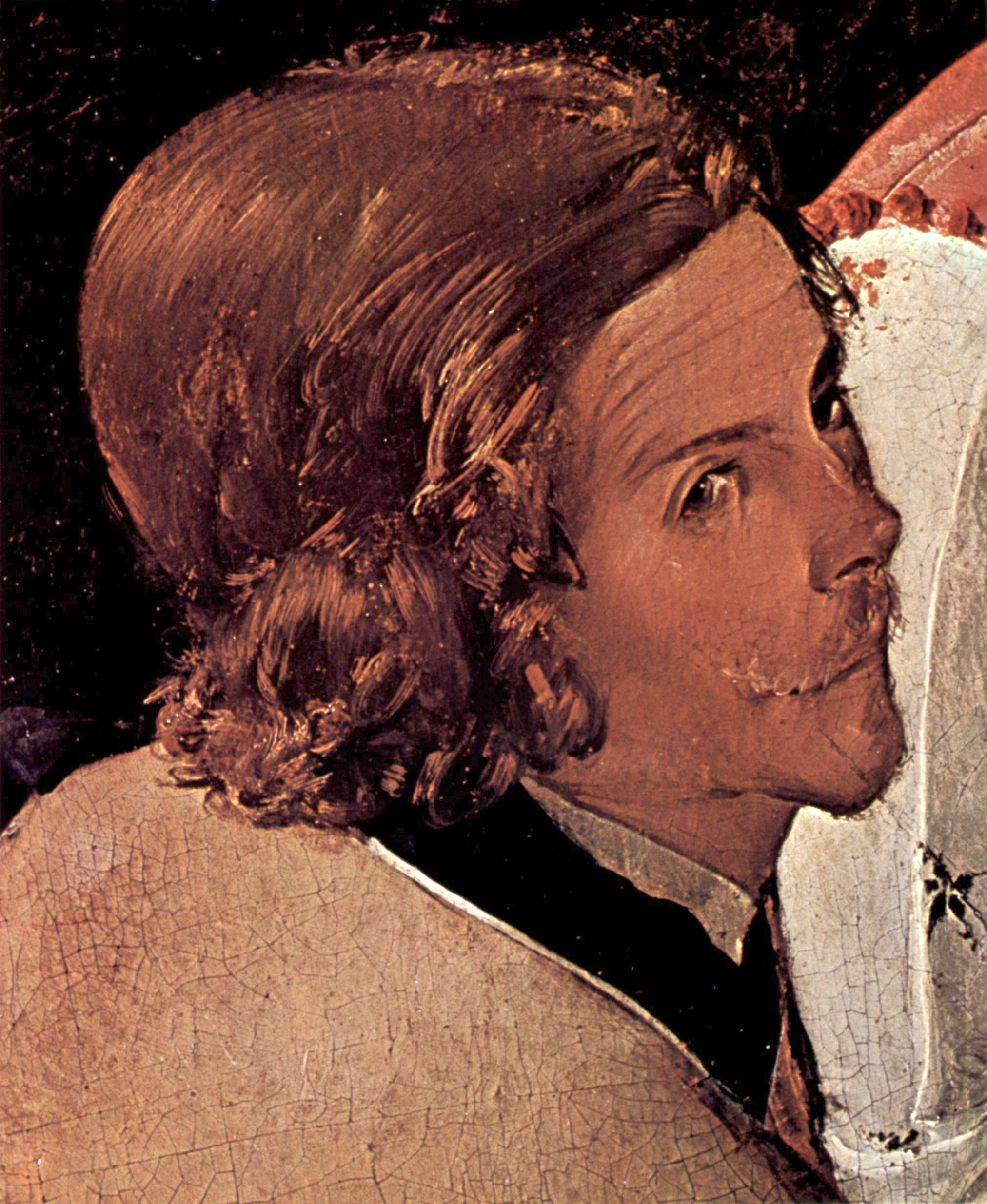
Portret oszusta
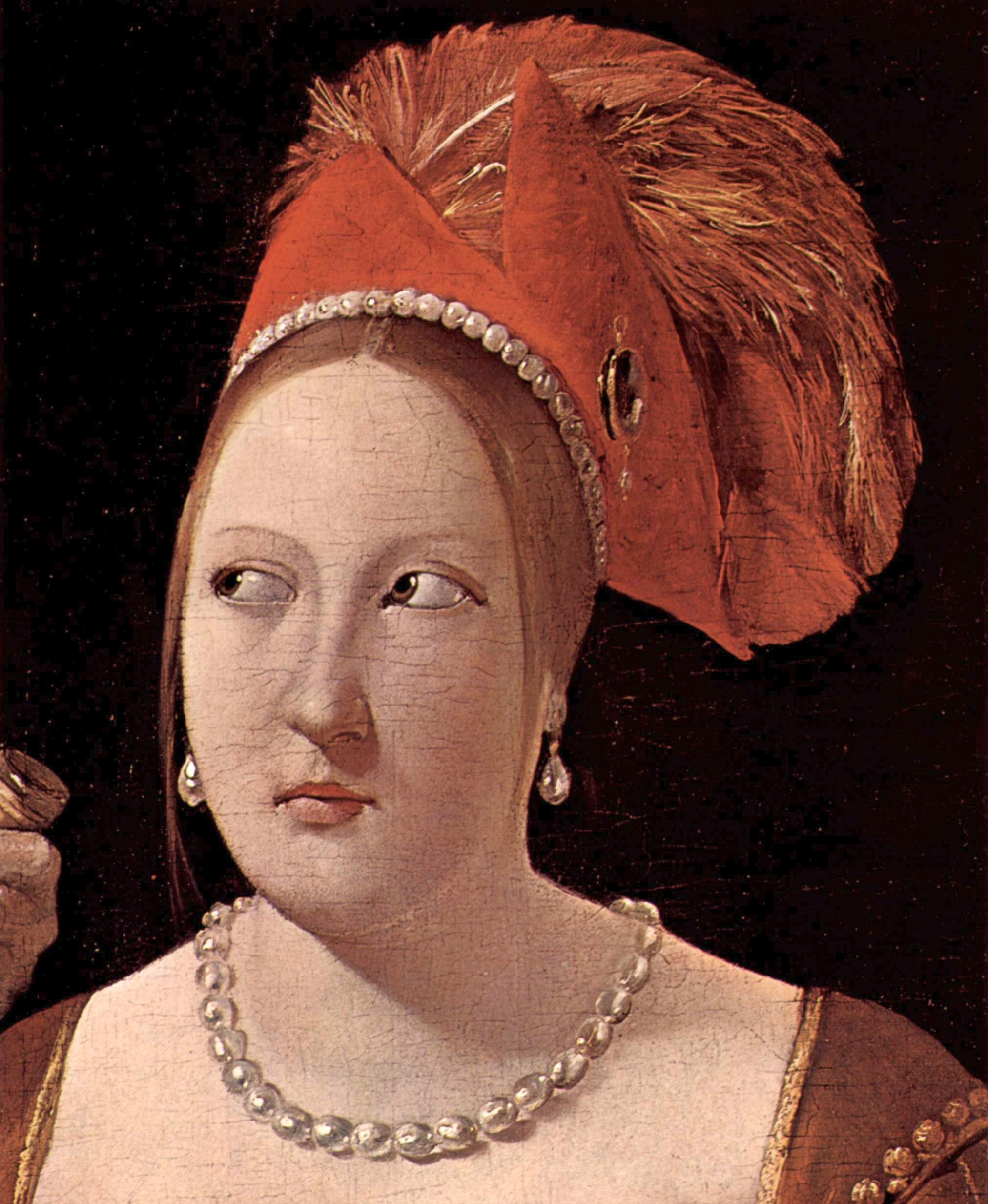
Kurtyzana
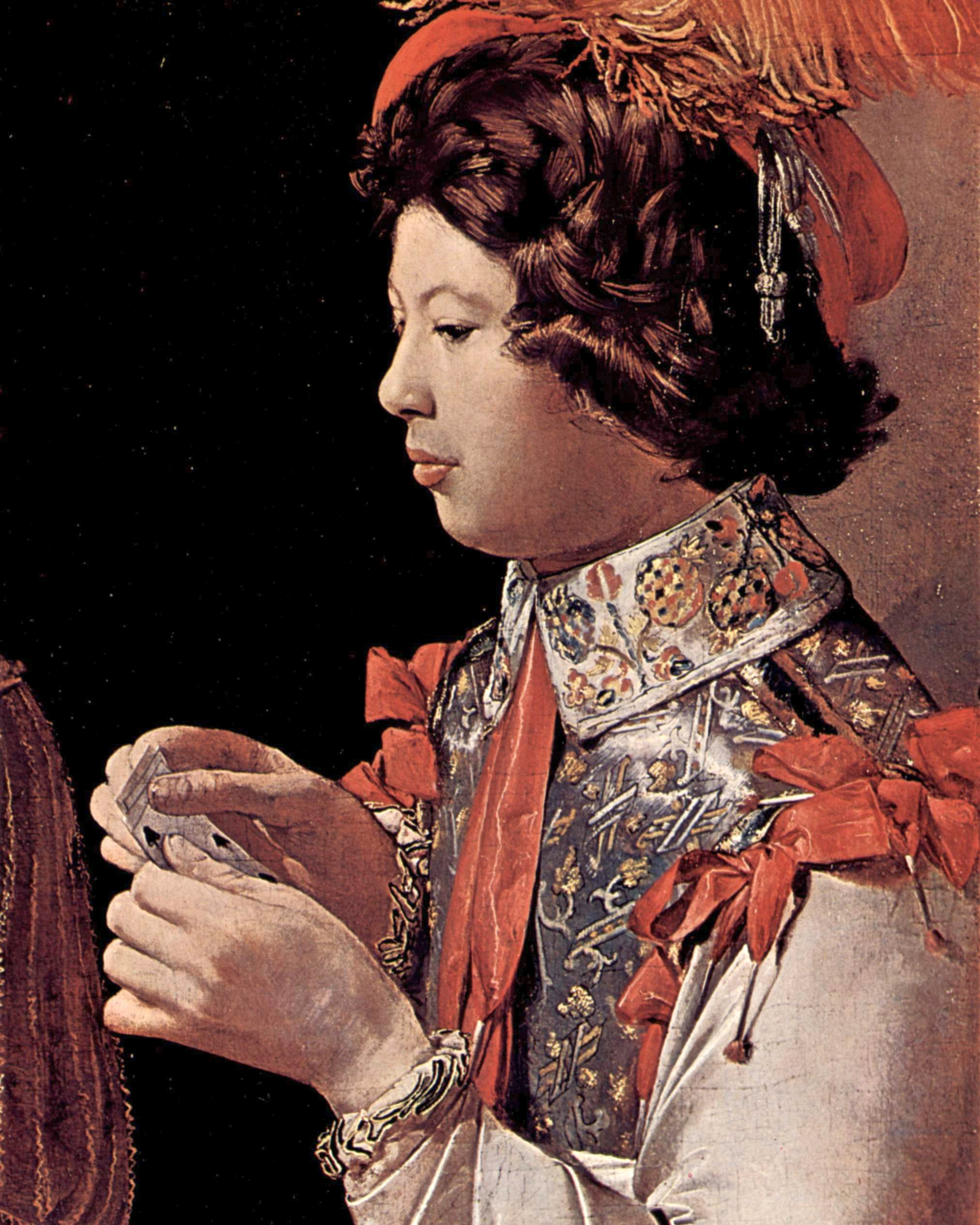
Oszukany
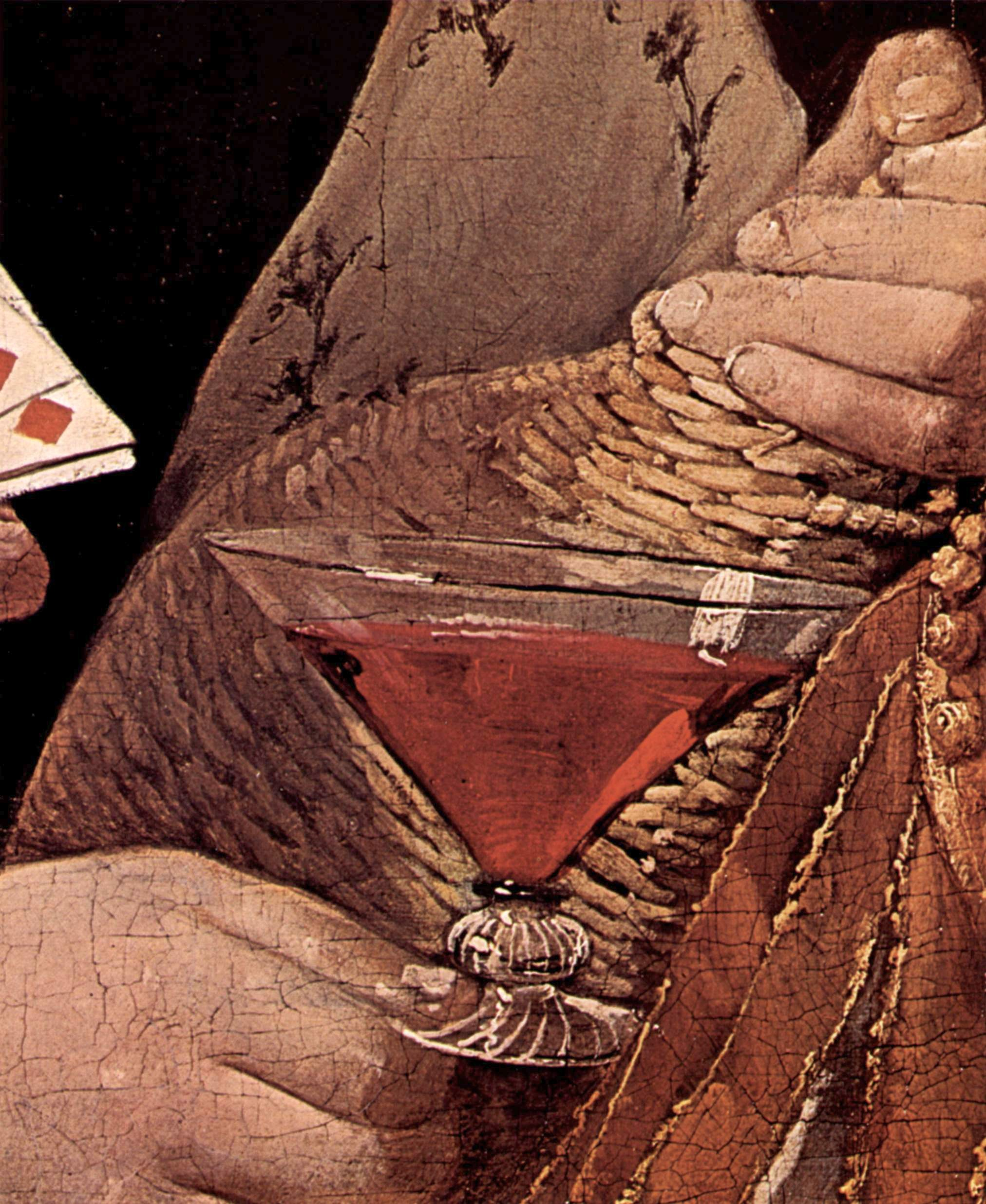
Kieliszek wina